# Dieter G. Eberl
Dieter Gerhard Eberl (* 15. August 1929 in Detmold; † 29. November 2013) war ein deutscher Schriftsteller und Autor.

## Leben
Dieter G. Eberl besuchte von 1936 bis 1948 Schulen in Essen und in Österreich. Nach einer Fremdsprachenausbildung arbeitete er als Dolmetscher und Übersetzer in der Industrie. Seit 1963 lebte er in Dinslaken, wo er ab 1964 als Bibliothekar und daneben als freier Mitarbeiter diverser Zeitungen und Zeitschriften tätig war.
Er war Mitglied im Verband deutscher Schriftsteller.

## Werke
Eberl hat neben seinen Monographien zahlreiche Gedichte und Prosatexte in Zeitschriften auch des deutschsprachigen Auslands veröffentlicht. Darüber hinaus verfasste er über 1000 Besprechungen in Zeitungen und Zeitschriften.
- Dressuren, Gedichte, Literarischer Verlag Helmut Braun, Leverkusen/Köln 1977.
- Die Rasierklingen meines Großvaters, Erzählungen, Literarischer Verlag Helmut Braun, Köln 1978.
- Roß und Reiter, Roman, Klartext Verlag, Essen 1980.